# 푸시캣 클럽
《푸시캣 클럽》(영어: Josie and the Pussycats)은 미국에서 제작된 해리 엘폰트와 데버라 캐플런 감독의 2001년 풍자 뮤지컬 영화 코미디 영화이다. 레이철 리 쿡, 태라 리드, 로사리오 도슨이 제목의 록 밴드로 출연하였고, 마크 플랫 등이 제작에 참여하였다.
개봉 당시 흥행에 실패하였으나 컬트 영화가 되었다.

## 줄거리
미국 정부는 경기 부양 효과를 노리고 음악 업계와 공모하여 잠재 의식에 세뇌 효과가 있는 메시지를 매주 새 유행곡에 은밀히 삽입해 10대들이 최저 임금으로 일해 번 돈으로 관련 상품을 계속 사게 만들고 있다. 이 숨겨진 메시지를 발견한 음악가들은 약물 과다 복용, 비행기 추락 사고 등으로 위장 살해된다.
리드 보컬이자 기타 연주자인 조시, 드럼 연주자 멜로디, 베이스 기타 연주자이자 백 보컬인 밸러리로 이뤄진 리버데일 지역 록 밴드 푸시캐츠는 대형 음반사에 발탁되고 밴드명이 조시와 푸시캣들("Josie and the Pussycats")로 강제 개명되면서 이 거대한 음모에 휘말리는데...

## 출연
- 레이철 리 쿡 - 조시 매코이 역
- 태라 리드 - 멜로디 밸런타인 역
- 로사리오 도슨 - 밸러리 브라운 역
- 게이브리얼 맨 - 앨런 M. 메이베리 역
- 폴로 코스탠조 - 알렉산더 캐벗 역
- 미시 파일 - 알렉산드라 캐벗 역
- 앨런 커밍 - 와이엇 프레임 역
- 파커 포지 - 피오나 역
- 톰 버틀러 - 켈리 요원 역
- 도널드 페이존 - D.J. 역
- 세스 그린 - 트래비스 역
- 브레킨 마이어 - 마코 역
- 에리스 스피어스 - 카슨 데일리 흉내 내는 사람 역
- 유진 레비 - 본인 역
- 베이비페이스 - 더 치프 역
- 조니 뎁, 궨 스테퍼니, 크리스티나 아길레라, 브리트니 스피어스, 맷 데이먼 - 등신대

## 기타 제작진
- 공동 제작: 그레이스 길로이
- 배역: 조지프 미들턴
- 미술: 야스나 스테퍼노빅
- 세트: 조앤 휴버트
- 의상: 리사 에번스
- 음악 감독: 트레이시 E. 에드먼즈, 마이클 매퀀